# 米羅什·尼基奇
米羅什·尼基奇（羅馬化：Miloš Nikić；1986年3月31日—）是一位塞爾維亞排球運動員。他也代表塞爾維亞國家排球隊參賽，參加了2008年北京奧運會和2012年倫敦奧運會的比賽。